# Marc Hordies
 (décembre 2019).
Si vous disposez d'ouvrages ou d'articles de référence ou si vous connaissez des sites web de qualité traitant du thème abordé ici, merci de compléter l'article en donnant les références utiles à sa vérifiabilité et en les liant à la section « Notes et références ».
Marc Hordies, né le 11 novembre 1951, est un homme politique belge wallon, membre d'Ecolo dont il deviendra secrétaire fédéral en 2002 aux côtés de Philippe Defeyt et d'Évelyne Huytebroeck.
Il est licencié en communication sociale appliquée (IHECS) et consultant en communication.

## Carrière politique
- 1999-2002 : membre du Conseil régional wallon 
  - membre du Conseil de la Communauté française
  - sénateur de communauté désigné par le Conseil de la Communauté française
  - 2000-2002 : membre suppléant de l’Assemblée parlementaire du Conseil de l’Europe et de l’Assemblée de l’Union de l’Europe occidentale
- 2009-2012 : échevin pour la Commune d'Ittre chargé de l'énergie, la mobilité, les ressources humaines, l'emploi et l'économie